# Up in Mary's Attic
Up in Mary's Attic è un film muto del 1920 diretto da William H. Watson. Sceneggiato da Howard Donaldson da un proprio soggetto, aveva come interpreti Eva Novak, Harry Gribbon, Cliff Bowes.

## Trama

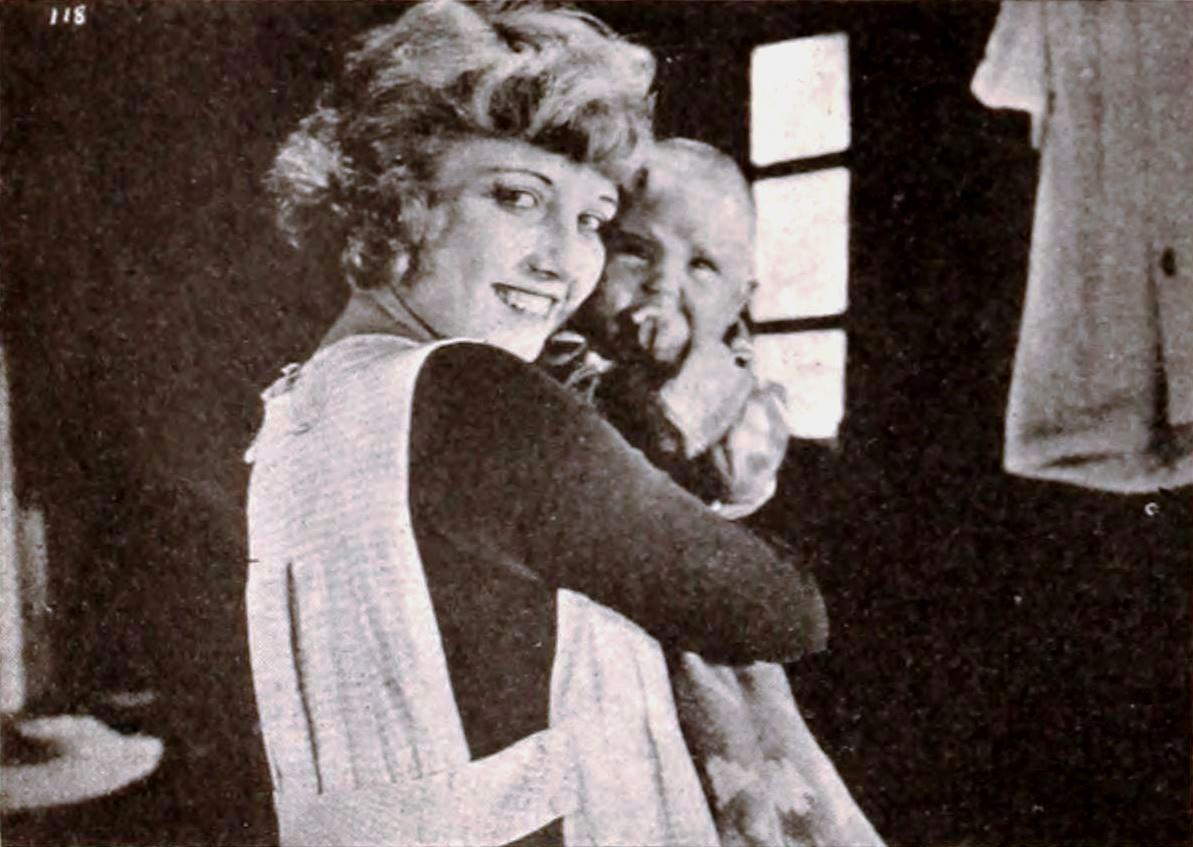
Eva Novak e la piccola Virginia Stern

Una clausola impedisce a Mary di entrare in possesso della sua eredità se si sposerà senza l'approvazione del suo tutore, il professor Pennanink. Così la ragazza, ancora minorenne, sposa segretamente il suo innamorato, Jack Langdon, un istruttore di atletica. Le cose poi si complicano ulteriormente quando la coppia ha un bambino, Jack junior, che Mary nasconde nella soffitta della scuola. Il figlio di Pennanink, Waldo, è innamorato anche lui di Mary e passa il tempo a fare l'investigatore per impedire che lei e Jack si vedano. Dopo una serie di peripezie che coinvolgono una collana rubata e i tentativi di Mary di nascondere il suo segreto, la ragazza finalmente raggiunge la maggiore età e, dopo avere annunciato il suo matrimonio, è in grado di recuperare il figlio dalla soffitta.

## Produzione
Il film, conosciuto anche come Mary's Attic, fu prodotto dalla Ascher Productions con il titolo di lavorazione Some Baby. Venne poi venduto alla Fine Arts Pictures.

## Distribuzione
Distribuito dalla Fine Arts Pictures Inc. e presentato da Murray W. Garsson, il film uscì nelle sale statunitensi nel luglio 1920. In Svezia, prese il titolo Vår tids flickor.
Una copia della pellicola (positivo in nitrato 35 mm) si trova conservata all'UCLA Film and Television Archive di Los Angeles.